# Verklista för Luigi Boccherini
Följande lista innehåller samtliga kända kompositioner av Luigi Boccherini. Boccherinis kompositioner är sorterade av Yves Gérard (född 1932)  Gérard-katalogen publicerades i London 1969. Samtliga kompositioner har därmed ett G, exempelvis G 1. Några verk som upptäcktes under arbetet med katalogen återfinns i slutet av denna. Ytterligare ett antal verk har tillkommit sedan katalogen publicerades, dessa saknar G-nummer.

## Kompositioner
- G 1 – Cellosonat i F-dur
- G 2a – Cellosonat i c-moll
- G 2b – Cellosonat i c-moll
- G 3 – Cellosonat i C-dur (äktheten ifrågasatt)
- G 4a – Cellosonat i A-dur
- G 4b – Cellosonat i A-dur
- G 5 – Cellosonat i G-dur
- G 6 – Cellosonat i C-dur
- G 7 – Cellosonat i C-dur (äktheten ifrågasatt)
- G 8 – Cellosonat i B♭-dur
- G 9 – Cellosonat i F-dur
- G 10 – Cellosonat i Ess-dur
- G 11 – Cellosonat i Ess-dur
- G 12 – Cellosonat i B♭-dur
- G 13 – Cellosonat i A-dur
- G 14 – Cellosonat i Ess-dur
- G 15 – Cellosonat i G-dur
- G 16 – Cellosonat i Ess-dur
- G 17 – Cellosonat i C-dur
- G 18 – Sonat för viola eller cello i c-moll
- G 19 – Cellosonat i F-dur
- G 20 – 6 violinsonater (arrangemang av cellosonater, troligen ej autentiska)
- G 21 – Sinfonia för klaver i Ess-dur (troligen ej autentisk)
- G 22 – Klaversonat i Ess-dur (arrangemang av G 30, ej autentiskt)
- G 23 – 6 klaversonater (ej autentiska arrangemang från trior G 143–148)
- G 24 – 6 klaversonater. (med violin ad libitum, ej autentiska arrangemang från trior G 95–100)
- G 25 – Violinsonat i B♭-dur, op. 5 nr 1
- G 26 – Violinsonat i C-dur, op. 5 nr 2
- G 27 – Violinsonat i B♭-dur, op. 5 nr 3
- G 28 – Violinsonat i D-dur, op. 5 nr 4
- G 29 – Violinsonat i g-moll, op. 5 nr 5
- G 30 – Violinsonat i Ess-dur, op. 5 nr 6
- G 31 – 6 violinsonater (försvunna)
- G 32 – 3 violinsonater, Bok 3 (försvunna, troligen ej autentiska)
- G 33 – 3 violinsonater, Bok 4 (försvunna, troligen ej autentiska)
- G 34 – Violinsonat i C-dur, op. 13 nr 1 (arrangemang, ej autentiskt)
- G 35 – Violinsonat i E-dur, op. 13 nr 2 (arrangemang, ej autentiskt)
- G 36 – Violinsonat i B♭-dur, op. 13 nr 3 (arrangemang, ej autentiskt)
- G 37 – Violinsonat i Ess-dur, op. 13 nr 4 (arrangemang, ej autentiskt)
- G 38 – Violinsonat i A-dur, op. 13 nr 5 (arrangemang, ej autentiskt)
- G 39 – Violinsonat i D-dur, op. 13 nr 6 (arrangemang, ej autentiskt)
- G 40 – Violinsonat Naderman nr 1 i C-dur (arrangemang, ej autentiskt)
- G 41 – Violinsonat Naderman nr 2 i B♭-dur (arrangemang, ej autentiskt)
- G 42 – Violinsonat Naderman nr 3 i d-moll (arrangemang, ej autentiskt)
- G 43 – Violinsonat Naderman nr 4 i c-moll (arrangemang, ej autentiskt)
- G 44 – Violinsonat Naderman nr 5 i B♭-dur (arrangemang, ej autentiskt)
- G 45 – Violinsonat Naderman nr 6 i c-moll (arrangemang, ej autentiskt)
- G 46 – Violinsonat i c-moll, op. 33 nr 1 (arrangemang, ej autentiskt)
- G 47 – Violinsonat i D-dur, op. 33 nr 2 (arrangemang, ej autentiskt)
- G 48 – Violinsonat i B♭-dur, op. 33 nr 3 (arrangemang, ej autentiskt)
- G 49 – Violinsonat i A-dur, op. 33 nr 4 (arrangemang, ej autentiskt)
- G 50 – Violinsonat i Ess-dur, op. 33 nr 5 (arrangemang, ej autentiskt)
- G 51 – Violinsonat i E-dur, op. 33 nr 6 (arrangemang, ej autentiskt)
- G 52 – Violinsonat Robinson nr 1 i B♭-dur (arrangemang, ej autentiskt)
- G 53 – Violinsonat Robinson nr 2 i Ess-dur (arrangemang, ej autentiskt)
- G 54 – Violinsonat Robinson nr 3 i E-dur (arrangemang, ej autentiskt)
- G 55 – Rondo för violin och cembalo i G-dur (arrangemang, ej autentiskt)
- G 56 – Duo för två violiner i G-dur, op. 3 nr 1
- G 57 – Duo för två violiner i F-dur, op. 3 nr 2
- G 58 – Duo för två violiner i A-dur, op. 3 nr 3
- G 59 – Duo för två violiner i B♭-dur, op. 3 nr 4
- G 60 – Duo för två violiner i Ess-dur, op. 3 nr 5
- G 61 – Duo för två violiner i D-dur, op. 3 nr 6
- G 62 – Duo för två violiner i Ess-dur (ej autentisk utan av Filippo Manfredi)
- G 63 – Duo för två violiner i G-dur, op. 46 nr 1 (arrangemang, ej autentiskt)
- G 64 – Duo för två violiner i E-dur, op. 46 nr 2 (arrangemang, ej autentiskt)
- G 65 – Duo för två violiner i f-moll, op. 46 nr 3 (arrangemang, ej autentiskt)
- G 66 – Duo för två violiner i C-dur, op. 46 nr 4 (arrangemang, ej autentiskt)
- G 67 – Duo för två violiner i Ess-dur, op. 46 nr 5 (arrangemang, ej autentiskt)
- G 68 – Duo för två violiner i d-moll, op. 46 nr 6 (arrangemang, ej autentiskt)
- G 69 – Duo för två violiner i C-dur (äktheten ifrågasatt)
- G 70 – Duo för två violiner i C-dur (äktheten ifrågasatt)
- G 71 – Duo för två violiner i D-dur (arrangemang, ej autentiskt)
- G 72 – 6 duor för två violiner (försvunna, troligen ej autentiska)
- G 73 – 6 fugor för 2 fagotter eller celli (äktheten ifrågasatt)
- G 74 – Sonat för 2 celli i C-dur
- G 75 – Sonat för 2 celli i Ess-dur (arrangemang, troligen ej autentiskt)
- G 76 – 6 duor för två klaver, arrangerade från kvartetter, op. 26, G 195–200 (ej autentiska)
- G 77 – Trio för två violiner och violoncell i F-dur, op. 1 nr 1
- G 78 – Trio för två violiner och violoncell i B♭-dur, op. 1 nr 2
- G 79 – Trio för två violiner och violoncell i A-dur, op. 1 nr 3
- G 80 – Trio för två violiner och violoncell i D-dur, op. 1 nr 4
- G 81 – Trio för två violiner och violoncell i G-dur, op. 1 nr 5
- G 82 – Trio för två violiner och violoncell i C-dur, op. 1 nr 6
- G 83 – Trio för två violiner och violoncell i Ess-dur, op. 4 nr 1
- G 84 – Trio för två violiner och violoncell i B♭-dur, op. 4 nr 2
- G 85 – Trio för två violiner och violoncell i E-dur, op. 4 nr 3
- G 86 – Trio för två violiner och violoncell i f-moll, op. 4 nr 4
- G 87 – Trio för två violiner och violoncell i D-dur, op. 4 nr 5
- G 88 – Trio för två violiner och violoncell i F-dur, op. 4 nr 6
- G 89 – Trio för två violiner och violoncell i B♭-dur, op. 6 nr 1
- G 90 – Trio för två violiner och violoncell i Ess-dur, op. 6 nr 2
- G 91 – Trio för två violiner och violoncell i A-dur, op. 6 nr 3
- G 92 – Trio för två violiner och violoncell i F-dur, op. 6 nr 4
- G 93 – Trio för två violiner och violoncell i g-moll, op. 6 nr 5
- G 94 – Trio för två violiner och violoncell i C-dur, op. 6 nr 6
- G 95 – Trio för violin, viola och violoncell i F-dur, op. 14 nr 1
- G 96 – Trio för violin, viola och violoncell i c-moll, op. 14 nr 2
- G 97 – Trio för violin, viola och violoncell i A-dur, op. 14 nr 3
- G 98 – Trio för violin, viola och violoncell i D-dur, op. 14 nr 4
- G 99 – Trio för violin, viola och violoncell i Ess-dur, op. 14 nr 5
- G 100 – Trio för violin, viola och violoncell i F-dur, op. 14 nr 6
- G 101 – Trio för två violiner och violoncell i f-moll, op. 34 nr 1
- G 102 – Trio för två violiner och violoncell i G-dur, op. 34 nr 2
- G 103 – Trio för två violiner och violoncell i Ess-dur, op. 34 nr 3
- G 104 – Trio för två violiner och violoncell i D-dur, op. 34 nr 4
- G 105 – Trio för två violiner och violoncell i C-dur, op. 34 nr 5
- G 106 – Trio för två violiner och violoncell i E-dur, op. 34 nr 6
- G 107 – Trio för violin, viola och violoncell i Ass-dur, op. 47 nr 1
- G 108 – Trio för violin, viola och violoncell i G-dur, op. 47 nr 2
- G 109 – Trio för violin, viola och violoncell i B♭-dur, op. 47 nr 3
- G 110 – Trio för violin, viola och violoncell i Ess-dur, op. 47 nr 4
- G 111 – Trio för violin, viola och violoncell i D-dur, op. 47 nr 5
- G 112 – Trio för violin, viola och violoncell i F-dur, op. 47 nr 6
- G 113 – Trio för två violiner och violoncell i D-dur, op. 54 nr 1
- G 114 – Trio för två violiner och violoncell i G-dur, op. 54 nr 2
- G 115 – Trio för två violiner och violoncell i Ess-dur, op. 54 nr 3
- G 116 – Trio för två violiner och violoncell i C-dur, op. 54 nr 4
- G 117 – Trio för två violiner och violoncell i d-moll, op. 54 nr 5
- G 118 – Trio för två violiner och violoncell i A-dur, op. 54 nr 6
- G 119 – Trio för två violiner och violoncell i C-dur, op. 3 nr 1 (äktheten ifrågasatt)
- G 120 – Trio för två violiner och violoncell i A-dur, op. 3 nr 2 (äktheten ifrågasatt)
- G 121 – Trio för två violiner och violoncell i A-dur, op. 3 nr 3 (äktheten ifrågasatt)
- G 122 – Trio för två violiner och violoncell i D-dur, op. 3 nr 4 (äktheten ifrågasatt)
- G 123 – Trio för två violiner och violoncell i D-dur, op. 3 nr 5 (äktheten ifrågasatt)
- G 124 – Trio för två violiner och violoncell i Ess-dur, op. 3 nr 6 (äktheten ifrågasatt)
- G 125 – Trio för två violiner och violoncell i c-moll, op. 7 nr 1 (äktheten ifrågasatt)
- G 126 – Trio för två violiner och violoncell i D-dur, op. 7 nr 2 (äktheten ifrågasatt)
- G 127 – Trio för två violiner och violoncell i Ess-dur, op. 7 nr 3 (äktheten ifrågasatt)
- G 128 – Trio för två violiner och violoncell i A-dur, op. 7 nr 4 (äktheten ifrågasatt)
- G 128 – Trio för två violiner och violoncell i B♭-dur, op. 7 nr 5 (äktheten ifrågasatt)
- G 130 – Trio för två violiner och violoncell i F-dur, op. 7 nr 6 (äktheten ifrågasatt)
- G 131 – Trio för två violiner och violoncell i D-dur, op. 28 nr 1 (äktheten ifrågasatt)
- G 132 – Trio för två violiner och violoncell i Ess-dur, op. 28 nr 2 (äktheten ifrågasatt)
- G 133 – Trio för två violiner och violoncell i c-moll, op. 28 nr 3 (äktheten ifrågasatt)
- G 134 – Trio för två violiner och violoncell i A-dur, op. 28 nr 4 (äktheten ifrågasatt)
- G 135 – Trio för två violiner och violoncell i B♭-dur, op. 28 nr 5 (äktheten ifrågasatt)
- G 136 – Trio för två violiner och violoncell i G-dur, op. 28 nr 6 (äktheten ifrågasatt)
- G 137 – Trio för två violiner och violoncell i B♭-dur (äktheten ifrågasatt)
- G 138 – Trio för två violiner och violoncell i F-dur (äktheten ifrågasatt)
- G 139 – Trio för två violiner och violoncell i G-dur (äktheten ifrågasatt)
- G 140 – Trio för två violiner och violoncell i Ess-dur (äktheten ifrågasatt)
- G 141 – Trio för två violiner och violoncell i A-dur (äktheten ifrågasatt)
- G 142 – Trio för två violiner och violoncell i C-dur (äktheten ifrågasatt)
- G 143 – Pianotrio i C-dur, op. 12 nr 1
- G 144 – Pianotrio i e-moll, op. 12 nr 2
- G 145 – Pianotrio i Ess-dur, op. 12 nr 3
- G 146 – Pianotrio i D-dur, op. 12 nr 4
- G 147 – Pianotrio i B♭-dur, op. 12 nr 5
- G 148 – Pianotrio i g-moll, op. 12 nr 6
- G 149 – 3 pianotrior. Oeuvre I (arrangemang, ej autentiska)
- G 150 – Pianotrio i d-moll (arrangemang, ej autentisk)
- G 151 – Pianotrio i B♭-dur (arrangemang, ej autentisk)
- G 152 – Pianotrio i d-moll (arrangemang, ej autentisk)
- G 153 – Pianotrio i g-moll (arrangemang, ej autentisk)
- G 154 – 3 pianotrior (arrangemang, ej autentiska)
- G 155 – 3 trior för flöjt, violin och violoncell, bok I (arrangemang, ej autentiska, försvunna)
- G 156 – 3 trior för flöjt, violin och violoncell, bok II (arrangemang, ej autentiska, försvunna)
- G 157 – Trio för 2 flöjter och generalbas i C-dur (arrangemang, ej autentiskt)
- G 158 – Trio för 2 flöjter och generalbas i D-dur (arrangemang, ej autentiskt)
- G 159 – Stråkkvartett i c-moll, op. 2 nr 1 (1761)
- G 160 – Stråkkvartett i B♭-dur, op. 2 nr 2
- G 161 – Stråkkvartett i D-dur, op. 2 nr 3
- G 162 – Stråkkvartett i Ess-dur, op. 2 nr 4
- G 163 – Stråkkvartett i E-dur, op. 2 nr 5
- G 164 – Stråkkvartett i C-dur, op. 2 nr 6
- G 165 – Stråkkvartett i D-dur, op. 8 nr 1 (ca 1768)
- G 166 – Stråkkvartett i c-moll, op. 8 nr 2
- G 167 – Stråkkvartett i Ess-dur, op. 8 nr 3
- G 168 – Stråkkvartett i g-moll, op. 8 nr 4
- G 169 – Stråkkvartett i F-dur, op. 8 nr 5
- G 170 – Stråkkvartett i A-dur, op. 8 nr 6
- G 171 – Stråkkvartett i c-moll, op. 9 nr 1 (1770)
- G 172 – Stråkkvartett i d-moll, op. 9 nr 2
- G 173 – Stråkkvartett i F-dur, op. 9 nr 3
- G 174 – Stråkkvartett i Ess-dur, op. 9 nr 4
- G 175 – Stråkkvartett i D-dur, op. 9 nr 5
- G 176 – Stråkkvartett i E-dur, op. 9 nr 6
- G 177 – Stråkkvartett i D-dur, op. 15 nr 1 (1772)
- G 178 – Stråkkvartett i F-dur, op. 15 nr 2
- G 179 – Stråkkvartett i E-dur, op. 15 nr 3
- G 180 – Stråkkvartett i F-dur, op. 15 nr 4
- G 181 – Stråkkvartett i Ess-dur, op. 15 nr 5
- G 182 – Stråkkvartett i c-moll, op. 15 nr 6
- G 183 – Stråkkvartett i C-dur, op. 22 nr 1 (1775)
- G 184 – Stråkkvartett i D-dur, op. 22 nr 2
- G 185 – Stråkkvartett i Ess-dur, op. 22 nr 3
- G 186 – Stråkkvartett i B♭-dur, op. 22 nr 4
- G 187 – Stråkkvartett i a-moll, op. 22 nr 5
- G 188 – Stråkkvartett i C-dur, op. 22 nr 6
- G 189 – Stråkkvartett i D-dur, op. 24 nr 1 (1776–78)
- G 190 – Stråkkvartett i A-dur, op. 24 nr 2
- G 191 – Stråkkvartett i Ess-dur, op. 24 nr 3
- G 192 – Stråkkvartett i C-dur, op. 24 nr 4
- G 193 – Stråkkvartett i c-moll, op. 24 nr 5
- G 194 – Stråkkvartett i g-moll, op. 24 nr 6
- G 195 – Stråkkvartett i B♭-dur, op. 26 nr 1 (1778)
- G 196 – Stråkkvartett i g-moll, op. 26 nr 2
- G 197 – Stråkkvartett i Ess-dur, op. 26 nr 3
- G 198 – Stråkkvartett i A-dur, op. 26 nr 4
- G 199 – Stråkkvartett i F-dur, op. 26 nr 5
- G 200 – Stråkkvartett i f-moll, op. 26 nr 6
- G 201 – Stråkkvartett i Ess-dur, op. 32 nr 1 (1780)
- G 202 – Stråkkvartett i e-moll, op. 32 nr 2
- G 203 – Stråkkvartett i D-dur, op. 32 nr 3
- G 204 – Stråkkvartett i C-dur, op. 32 nr 4
- G 205 – Stråkkvartett i g-moll, op. 32 nr 5
- G 206 – Stråkkvartett i A-dur, op. 32 nr 6
- G 207 – Stråkkvartett i E-dur, op. 33 nr 1 (1781)
- G 208 – Stråkkvartett i C-dur, op. 33 nr 2
- G 209 – Stråkkvartett i G-dur, op. 33 nr 3
- G 210 – Stråkkvartett i B♭-dur, op. 33 nr 4
- G 211 – Stråkkvartett i e-moll, op. 33 nr 5
- G 212 – Stråkkvartett i Ess-dur, op. 33 nr 6
- G 213 – Stråkkvartett i A-dur, op. 39 (1787)
- G 214 – Stråkkvartett i c-moll, op. 41 nr 1 (1788)
- G 215 – Stråkkvartett i C-dur, op. 41 nr 2
- G 216 – Stråkkvartett i A-dur, op. 42 nr 1 (1789)
- G 217 – Stråkkvartett i C-dur, op. 42 nr 2
- G 218 – Stråkkvartett i A-dur, op. 43 nr 1 (1790)
- G 219 – Stråkkvartett i A-dur, op. 43 nr 2
- G 220 – Stråkkvartett i B♭-dur, op. 44 nr 1 (1792)
- G 221 – Stråkkvartett i e-moll, op. 44 nr 2
- G 222 – Stråkkvartett i F-dur, op. 44 nr 3
- G 223 – Stråkkvartett i G-dur, op. 44 nr 4 (La tiranna)
- G 224 – Stråkkvartett i D-dur, op. 44 nr 5
- G 225 – Stråkkvartett i Ess-dur, op. 44 nr 6
- G 226 – Stråkkvartett i F-dur, op. 48 nr 1 (1794)
- G 227 – Stråkkvartett i A-dur, op. 48 nr 2
- G 228 – Stråkkvartett i h-moll, op. 48 nr 3
- G 229 – Stråkkvartett i Ess-dur, op. 48 nr 4
- G 230 – Stråkkvartett i G-dur, op. 48 nr 5
- G 231 – Stråkkvartett i C-dur, op. 48 nr 6
- G 232 – Stråkkvartett i C-dur, op. 52 nr 1 (1795)
- G 233 – Stråkkvartett i D-dur, op. 52 nr 2
- G 234 – Stråkkvartett i G-dur, op. 52 nr 3
- G 235 – Stråkkvartett i f-moll, op. 52 nr 4
- G 236 – Stråkkvartett i Ess-dur, op. 53 nr 1 (1796)
- G 237 – Stråkkvartett i D-dur, op. 53 nr 2
- G 238 – Stråkkvartett i C-dur, op. 53 nr 3
- G 239 – Stråkkvartett i A-dur, op. 53 nr 4
- G 240 – Stråkkvartett i C-dur, op. 53 nr 5
- G 241 – Stråkkvartett i Ess-dur, op. 53 nr 6
- G 242 – Stråkkvartett i C-dur, op. 58 nr 1 (1799)
- G 243 – Stråkkvartett i Ess-dur, op. 58 nr 2
- G 244 – Stråkkvartett i B♭-dur, op. 58 nr 3
- G 245 – Stråkkvartett i h-moll, op. 58 nr 4
- G 246 – Stråkkvartett i D-dur, op. 58 nr 5
- G 247 – Stråkkvartett i Ess-dur, op. 58 nr 6
- G 248 – Stråkkvartett i F-dur, op. 64 nr 1 (1804)
- G 249 – Stråkkvartett i D-dur, op. 64 nr 2
- G 250 – Stråkkvartett i D-dur, op. 54 nr 1 (1796, eventuellt autentisk version av andra verk av Boccherini)
- G 251 – Stråkkvartett i G-dur, op. 54 nr 2 (1796, eventuellt autentisk version av andra verk av Boccherini)
- G 252 – Stråkkvartett i C-dur, op. 54 nr 3 (1796, eventuellt autentisk version av andra verk av Boccherini)
- G 253 – Stråkkvartett i A-dur, op. 54 nr 4 (1796, eventuellt autentisk version av andra verk av Boccherini)
- G 254 – Stråkkvartett i C-dur, op. 54 nr 5 (1796, eventuellt autentisk version av andra verk av Boccherini)
- G 255 – Stråkkvartett i D-dur, op. 54 nr 6 (1796, eventuellt autentisk version av andra verk av Boccherini)
- G 256 – 6 stråkkvartetter från op. 10, G 265–270 (troligen ej autentiska arrangemang)
- G 257 – 2 stråkkvartetter från G 287 och 290 (troligen ej autentiska arrangemang)
- G 258 – Stråkkvartett i f-moll (troligen ej autentisk, försvunnen)
- G 259 – 6 pianokvartetter från kvartetter, op. 26, G 195–200 (troligen ej autentiska arrangemang)
- G 260 – 3 flöjtkvartetter, op. 5 från G 369, 363 och 368 (ej autentiska arrangemang)
- G 261 – 6 flöjtkvartetter (ej autentiska arrangemang, försvunna)
- G 262 – Blåsarkvartett nr 1–3 (ej autentiska arrangemang)
- G 263 – Blåsarkvartett nr 4–6 (ej autentiska arrangemang)
- G 264 – Blåsarkvartett nr 7–9 (ej autentiska arrangemang)
- G 265 – Stråkkvintett i A-dur, op. 10 nr 1
- G 266 – Stråkkvintett i Ess-dur, op. 10 nr 2
- G 267 – Stråkkvintett i c-moll, op. 10 nr 3
- G 268 – Stråkkvintett i C-dur, op. 10 nr 4
- G 269 – Stråkkvintett i Ess-dur, op. 10 nr 5
- G 270 – Stråkkvintett i D-dur, op. 10 nr 6
- G 271 – Stråkkvintett i B♭-dur, op. 11 nr 1
- G 272 – Stråkkvintett i A-dur, op. 11 nr 2
- G 273 – Stråkkvintett i C-dur, op. 11 nr 3
- G 274 – Stråkkvintett i f-moll, op. 11 nr 4
- G 275 – Stråkkvintett i E-dur, op. 11 nr 5
- G 276 – Stråkkvintett i D-dur, op. 11 nr 6
- G 277 – Stråkkvintett i Ess-dur, op. 13 nr 1
- G 278 – Stråkkvintett i C-dur, op. 13 nr 2
- G 279 – Stråkkvintett i F-dur, op. 13 nr 3
- G 280 – Stråkkvintett i d-moll, op. 13 nr 4
- G 281 – Stråkkvintett i A-dur, op. 13 nr 5
- G 282 – Stråkkvintett i E-dur, op. 13 nr 6
- G 283 – Stråkkvintett i c-moll, op. 18 nr 1
- G 284 – Stråkkvintett i D-dur, op. 18 nr 2
- G 285 – Stråkkvintett i Ess-dur, op. 18 nr 3
- G 286 – Stråkkvintett i C-dur, op. 18 nr 4
- G 287 – Stråkkvintett i d-moll, op. 18 nr 5
- G 288 – Stråkkvintett i E-dur, op. 18 nr 6
- G 289 – Stråkkvintett i Ess-dur, op. 20 nr 1
- G 290 – Stråkkvintett i B♭-dur, op. 20 nr 2
- G 291 – Stråkkvintett i F-dur, op. 20 nr 3
- G 292 – Stråkkvintett i G-dur, op. 20 nr 4
- G 293 – Stråkkvintett i d-moll, op. 20 nr 5
- G 294 – Stråkkvintett i a-moll, op. 20 nr 6
- G 295 – Stråkkvintett i d-moll, op. 25 nr 1
- G 296 – Stråkkvintett i Ess-dur, op. 25 nr 2
- G 297 – Stråkkvintett i A-dur, op. 25 nr 3
- G 298 – Stråkkvintett i C-dur, op. 25 nr 4
- G 299 – Stråkkvintett i D-dur, op. 25 nr 5
- G 300 – Stråkkvintett i a-moll, op. 25 nr 6
- G 301 – Stråkkvintett i A-dur, op. 27 nr 1
- G 302 – Stråkkvintett i G-dur, op. 27 nr 2
- G 303 – Stråkkvintett i e-moll, op. 27 nr 3
- G 304 – Stråkkvintett i Ess-dur, op. 27 nr 4
- G 305 – Stråkkvintett i g-moll, op. 27 nr 5
- G 306 – Stråkkvintett i h-moll, op. 27 nr 6
- G 307 – Stråkkvintett i F-dur, op. 28 nr 1
- G 308 – Stråkkvintett i A-dur, op. 28 nr 2
- G 309 – Stråkkvintett i Ess-dur, op. 28 nr 3
- G 310 – Stråkkvintett i C-dur, op. 28 nr 4
- G 311 – Stråkkvintett i d-moll, op. 28 nr 5
- G 312 – Stråkkvintett i B♭-dur, op. 28 nr 6
- G 313 – Stråkkvintett i D-dur, op. 29 nr 1
- G 314 – Stråkkvintett i c-mol, op. 29 nr 2
- G 315 – Stråkkvintett i F-dur, op. 29 nr 3
- G 316 – Stråkkvintett i A-dur, op. 29 nr 4
- G 317 – Stråkkvintett i Ess-dur, op. 29 nr 5
- G 318 – Stråkkvintett i g-moll, op. 29 nr 6
- G 319 – Stråkkvintett i B♭-dur, op. 30 nr 1
- G 320 – Stråkkvintett i a-moll, op. 30 nr 2
- G 321 – Stråkkvintett i C-dur, op. 30 nr 3
- G 322 – Stråkkvintett i Ess-dur, op. 30 nr 4
- G 323 – Stråkkvintett i e-moll, op. 30 nr 5
- G 324 – Stråkkvintett i C-dur, op. 30 nr 6 (Musica notturna delle strade di Madrid)
- G 325 – Stråkkvintett i Ess-dur, op. 31 nr 1
- G 326 – Stråkkvintett i G-dur, op. 31 nr 2
- G 327 – Stråkkvintett i B♭-dur, op. 31 nr 3
- G 328 – Stråkkvintett i c-moll, op. 31 nr 4
- G 329 – Stråkkvintett i A-dur, op. 31 nr 5
- G 330 – Stråkkvintett i F-dur, op. 31 nr 6
- G 331 – Stråkkvintett i Ess-dur, op. 36 nr 1
- G 332 – Stråkkvintett i D-dur, op. 36 nr 2
- G 333 – Stråkkvintett i G-dur, op. 36 nr 3
- G 334 – Stråkkvintett i a-moll, op. 36 nr 4
- G 335 – Stråkkvintett i g-moll, op. 36 nr 5
- G 336 – Stråkkvintett i F-dur, op. 36 nr 6
- G 337 – Kvintett för två violiner, viola, cello och kontrabas i B♭-dur, op. 39 nr 1
- G 338 – Kvintett för två violiner, viola, cello och kontrabas i F-dur, op. 39 nr 2
- G 339 – Kvintett för två violiner, viola, cello och kontrabas i D-dur, op. 39 nr 3
- G 340 – Stråkkvintett i A-dur, op. 40 nr 1
- G 341 – Stråkkvintett i D-dur, op. 40 nr 2
- G 342 – Stråkkvintett i D-dur, op. 40 nr 3
- G 343 – Stråkkvintett i C-dur, op. 40 nr 4
- G 344 – Stråkkvintett i e-moll, op. 40 nr 5
- G 345 – Stråkkvintett i B♭-dur, op. 40 nr 6
- G 346 – Stråkkvintett i Ess-dur, op. 41 nr 1
- G 347 – Stråkkvintett i F-dur, op. 41 nr 2
- G 348 – Stråkkvintett i f-moll, op. 42 nr 1
- G 349 – Stråkkvintett i C-dur, op. 42 nr 2
- G 350 – Stråkkvintett i h-moll, op. 42 nr 3
- G 351 – Stråkkvintett i g-moll, op. 42 nr 4
- G 352 – Stråkkvintett i Ess-dur, op. 43 nr 1
- G 353 – Stråkkvintett i D-dur, op. 43 nr 2
- G 354 – Stråkkvintett i F-dur, op. 43 nr 3
- G 355 – Stråkkvintett i c-moll, op. 45 nr 1
- G 356 – Stråkkvintett i A-dur, op. 45 nr 2
- G 357 – Stråkkvintett i B♭-dur, op. 45 nr 3
- G 358 – Stråkkvintett i C-dur, op. 45 nr 4
- G 359 – Stråkkvintett i B♭-dur, op. 46 nr 1
- G 360 – Stråkkvintett i d-moll, op. 46 nr 2
- G 361 – Stråkkvintett i C-dur, op. 46 nr 3
- G 362 – Stråkkvintett i g-moll, op. 46 nr 4
- G 363 – Stråkkvintett i F-dur, op. 46 nr 5
- G 364 – Stråkkvintett i Ess-dur, op. 46 nr 6
- G 365 – Stråkkvintett i D-dur, op. 49 nr 1
- G 366 – Stråkkvintett i B♭-dur, op. 49 nr 2
- G 367 – Stråkkvintett i Ess-dur, op. 49 nr 3
- G 368 – Stråkkvintett i d-moll, op. 49 nr 4
- G 369 – Stråkkvintett i Ess-dur, op. 49 nr 5
- G 370 – Stråkkvintett i A-dur, op. 50 nr 1
- G 371 – Stråkkvintett i Ess-dur, op. 50 nr 2
- G 372 – Stråkkvintett i B♭-dur, op. 50 nr 3
- G 373 – Stråkkvintett i E-dur, op. 50 nr 4
- G 374 – Stråkkvintett i C-dur, op. 50 nr 5
- G 375 – Stråkkvintett i B♭-dur, op. 50 nr 6
- G 376 – Stråkkvintett i Ess-dur, op. 51 nr 1
- G 377 – Stråkkvintett i c-moll, op. 51 nr 2
- G 378 – Stråkkvintett i C-dur

(G 379-406 är för två violiner, 2 violor och cello, övriga stråkkvintetter är för två violiner, viola och 2 celli om ej annat anges)
- G 379 – Stråkkvintett i e-moll (autentisk version av G 407)
- G 380 – Stråkkvintett i F-dur (autentisk version av G 408)
- G 381 – Stråkkvintett i Ess-dur (autentisk version av G 410)
- G 382 – Stråkkvintett i a-moll (autentisk version av G 412)
- G 383 – Stråkkvintett i D-dur (autentisk version av G 411)
- G 384 – Stråkkvintett i C-dur (autentisk version av G 409)
- G 385 – Stråkkvintett i d-moll (autentisk version av G 416)
- G 386 – Stråkkvintett i e-moll (autentisk version av G 417)
- G 387 – Stråkkvintett i B♭-dur (autentisk version av G 414)
- G 388 – Stråkkvintett i A-dur (autentisk version av G 413)
- G 389 – Stråkkvintett i e-moll (autentisk version av G 415)
- G 390 – Stråkkvintett i C-dur (autentisk version av G 418)
- G 391 – Stråkkvintett i C-dur, op. 60 nr 1
- G 392 – Stråkkvintett i B♭-dur, op. 60 nr 2
- G 393 – Stråkkvintett i A-dur, op. 60 nr 3
- G 394 – Stråkkvintett i Ess-dur, op. 60 nr 4 (försvunnen)
- G 395 – Stråkkvintett i G-dur, op. 60 nr 5
- G 396 – Stråkkvintett i E-dur, op. 60 nr 6
- G 397 – Stråkkvintett i C-dur, op. 62 nr 1
- G 398 – Stråkkvintett i Ess-dur, op. 62 nr 2
- G 399 – Stråkkvintett i F-dur, op. 62 nr 3
- G 400 – Stråkkvintett i B♭-dur, op. 62 nr 4
- G 401 – Stråkkvintett i D-dur, op. 62 nr 5
- G 402 – Stråkkvintett i E-dur, op. 62 nr 6
- G 403 – 6 stråkkvintetter från op. 10, G 265–270 (ej autentiska arrangemang)
- G 404 – 6 stråkkvintetter från op. 11, G 271–276 (ej autentiska arrangemang)
- G 405 – 6 stråkkvintetter från op. 18, G 283–288 (ej autentiska arrangemang)
- G 406 – Stråkkvintett i Ess-dur (försvunnen, troligen ej autentiskt arrangemang)
- G 407 – Pianokvintett i e-moll, op. 56 nr 1
- G 408 – Pianokvintett i F-dur, op. 56 nr 2
- G 409 – Pianokvintett i C-dur, op. 56 nr 3
- G 410 – Pianokvintett i Ess-dur, op. 56 nr 4
- G 411 – Pianokvintett i D-dur, op. 56 nr 5
- G 412 – Pianokvintett i a-moll, op. 56 nr 6
- G 413 – Pianokvintett i A-dur, op. 57 nr 1
- G 414 – Pianokvintett i B♭-dur, op. 57 nr 2
- G 415 – Pianokvintett i e-moll, op. 57 nr 3
- G 416 – Pianokvintett i d-moll, op. 57 nr 4
- G 417 – Pianokvintett i E-dur, op. 57 nr 5
- G 418 – Pianokvintett i C-dur, op. 57 nr 6
- G 419 – Flöjtkvintett i D-dur, op. 17 nr 1
- G 420 – Flöjtkvintett i C-dur, op. 17 nr 2
- G 421 – Flöjtkvintett i d-moll, op. 17 nr 3
- G 422 – Flöjtkvintett i B♭-dur, op. 17 nr 4
- G 423 – Flöjtkvintett i G-dur, op. 17 nr 5
- G 424 – Flöjtkvintett i Ess-dur, op. 17 nr 6
- G 425 – Flöjtkvintett i Ess-dur, op. 19 nr 1
- G 426 – Flöjtkvintett i g-moll, op. 19 nr 2
- G 427 – Flöjtkvintett i C-dur, op. 19 nr 3
- G 428 – Flöjtkvintett i D-dur, op. 19 nr 4
- G 429 – Flöjtkvintett i B♭-dur, op. 19 nr 5
- G 430 – Flöjtkvintett i D-dur, op. 19 nr 6
- G 431 – Flöjtkvintett i G-dur, op. 55 nr 1
- G 432 – Flöjtkvintett i F-dur, op. 55 nr 2
- G 433 – Flöjtkvintett i D-dur, op. 55 nr 3
- G 434 – Flöjtkvintett i A-dur, op. 55 nr 4
- G 435 – Flöjtkvintett i Ess-dur, op. 55 nr 5
- G 436 – Flöjtkvintett i d-moll, op. 55 nr 6
- G 437 – Flöjtkvintett med cello concertante nr 1 i F-dur (äktheten ifrågasatt)
- G 438 – Flöjtkvintett med cello concertante nr 2 i G-dur (äktheten ifrågasatt)
- G 439 – Flöjtkvintett med cello concertante nr 3 i C-dur (äktheten ifrågasatt)
- G 440 – Flöjtkvintett med cello concertante nr 4 i D-dur (äktheten ifrågasatt)
- G 441 – Flöjtkvintett med cello concertante nr 5 i G-dur (äktheten ifrågasatt)
- G 442 – Flöjtkvintett med cello concertante nr 6 i B♭-dur (äktheten ifrågasatt)
- G 443 – Kvintett för flöjt, oboe och stråkar i C-dur (äktheten ifrågasatt)
- G 444 – Kvintett för flöjt, oboe och stråkar i B♭-dur (äktheten ifrågasatt)
- G 445 – Gitarrkvintett nr 1 i d-moll (autentisk version av andra verk av Boccherini)
- G 446 – Gitarrkvintett nr 2 i E-dur (autentisk version av andra verk av Boccherini)
- G 447 – Gitarrkvintett nr 3 i B♭-dur (autentisk version av andra verk av Boccherini)
- G 448 – Gitarrkvintett nr 4 i D-dur (Fandango) (autentisk? version av andra verk av Boccherini)
- G 449 – Gitarrkvintett nr 5 i D-dur (autentisk? version av andra verk av Boccherini)
- G 450 – Gitarrkvintett nr 6 i G-dur (autentisk? version av andra verk av Boccherini)
- G 451 – Gitarrkvintett nr 7 i e-moll (autentisk? version av andra verk av Boccherini)
- G 452 – Fyra gitarrkvintetter (försvunna, troligen ej autentiska arrangemang))
- G 453 – Gitarrkvintett nr 9 i C-dur (autentisk? version av andra verk av Boccherini)
- G 454 – Stråksextett i Ess-dur, op. 23 nr 1
- G 455 – Stråksextett i B♭-dur, op. 23 nr 2
- G 456 – Stråksextett i E-dur, op. 23 nr 3
- G 457 – Stråksextett i f-moll, op. 23 nr 4
- G 458 – Stråksextett i D-dur, op. 23 nr 5
- G 459 – Stråksextett i F-dur, op. 23 nr 6
- G 460 – Stråksextett i D-dur (äktheten ifrågasatt)
- G 461 – Divertimento för flöjt och stråkkvintett i A-dur, op. 16 nr 1
- G 462 – Divertimento för flöjt och stråkkvintett i F-dur, op. 16 nr 2
- G 463 – Divertimento för flöjt och stråkkvintett i A-dur, op. 16 nr 3
- G 464 – Divertimento för flöjt och stråkkvintett i Ess-dur, op. 16 nr 4
- G 465 – Divertimento för flöjt och stråkkvintett i A-dur, op. 16 nr 5
- G 466 – Divertimento för flöjt och stråkkvintett i C-dur, op. 16 nr 6
- G 467 – Notturno i Ess-dur, op. 38 nr 1
- G 468 – Notturno i Ess-dur, op. 38 nr 2 (försvunnen)
- G 469 – Notturno i Ess-dur, op. 38 nr 3 (försvunnen)
- G 470 – Notturno i G-dur, op. 38 nr 4
- G 471 – Notturno i Ess-dur, op. 38 nr 5
- G 472 – Notturno i B♭-dur, op. 38 nr 6
- G 473 – Notturno i Ess-dur, op. 42 (försvunnen)
- G 474 – Cellokonsert nr 1 i Ess-dur
- G 475 – Cellokonsert nr 2 i A-dur
- G 476 – Cellokonsert nr 3 i D-dur
- G 477 – Cellokonsert nr 4 i C-dur
- G 478 – Cellokonsert nr 5 i D-dur (äktheten ifrågasatt)
- G 479 – Cellokonsert nr 6 i D-dur
- G 480 – Cellokonsert nr 7 i G-dur
- G 481 – Cellokonsert nr 8 i C-dur
- G 482 – Cellokonsert nr 9 i B♭-dur (har ofta framförts i ett arrangemang av Grützmacher)
- G 483 – Cellokonsert nr 10 i D-dur
- G 484 – Celloconcertino i G-dur (ej autentiskt arrangemang)
- G 485 – Violinkonsert i G-dur (troligen ej autentisk)
- G 486 – Violinkonsert i D-dur (modern förfalskning av Henri Casadesus)
- G 487 – Pianokonsert i Ess-dur
- G 488 – Pianokonsert i C-dur (arrangemang, ej autentiskt)
- G 489 – Flöjtkonsert i D-dur (ej autentisk utan komponerad av Franz Xaver Pokorný)
- G 490 – Ouvertyr i D-dur
- G 491 – Sinfonia concertante för två violiner och orkester i C-dur, op. 7
- G 492 – 6 Divertimenti (sextetter), op. 16, (identiska med G 461–466)
- G 493 – Symfoni i B♭-dur, op. 21 nr 1
- G 494 – Symfoni i Ess-dur, op. 21 nr 2
- G 495 – Symfoni i C-dur, op. 21 nr 3
- G 496 – Symfoni i D-dur, op. 21 nr 4
- G 497 – Symfoni i B♭-dur, op. 21 nr 5
- G 498 – Symfoni i A-dur, op. 21 nr 6
- G 499 – Sinfonia concertante i G-dur (identisk med  G 470)
- G 500 – Symfoni i D-dur (äktheten ifrågasatt)
- G 501 – Serenad i D-dur
- G 502 – 2 menuetter (troligen ej autentiska arrangemang)
- G 503 – Symfoni i D-dur, op. 12 nr 1
- G 504 – Symfoni i Ess-dur, op. 12 nr 2
- G 505 – Symfoni i C-dur, op. 12 nr 3
- G 506 – Symfoni i d-moll, op. 12 nr 4
- G 507 – Symfoni i B♭-dur, op. 12 nr 5
- G 508 – Symfoni i A-dur, op. 12 nr 6
- G 509 – Symfoni i D-dur, op. 35 nr 1
- G 510 – Symfoni i Ess-dur, op. 35 nr 2
- G 511 – Symfoni i A-dur, op. 35 nr 3
- G 512 – Symfoni i F-dur, op. 35 nr 4
- G 513 – Symfoni i Ess-dur, op. 35 nr 5
- G 514 – Symfoni i B♭-dur, op. 35 nr 6
- G 515 – Symfoni i C-dur, op. 37 nr 1
- G 516 – Symfoni i D-dur, op. 37 nr 2 (försvunnen)
- G 517 – Symfoni i d-moll, op. 37 nr 3
- G 518 – Symfoni i A-dur, op. 37 nr 4
- G 519 – Symfoni i c-moll, op. 41
- G 520 – Symfoni i D-dur, op. 42
- G 521 – Symfoni i D-dur, op. 43
- G 522 – Symfoni i D-dur, op. 45
- G 523 – Symfoni i C-dur
- G 524 – Cefalo e Procri (balettmusik, försvunnen)
- G 525 – 10 menuetter för orkester, op. 41
- G 526 – Ballet espagnol
- G 527 – Mellanaktsmusik till Piccinnis opera La buona figliola
- G 528 – Missa solemnis, op. 59 (försvunnen)
- G 529 – Kyrie i B♭-dur
- G 530 – Gloria i F-dur
- G 531 – Credo i C-dur
- G 532a – Stabat Mater i Ass-dur
- G 532b – Stabat Mater i F-dur, op. 61
- G 533 – Dixit Dominus i G-dur
- G 534 – Domine ad adjuvandum i G-dur
- G 535 – Julkantat, op. 63 (försvunnen)
- G 536 – "Sciogliam le nostre voci in armonioso canto, kantat (fragment, troligen ej autentisk)
- G 537 – Gioas, re di Giuda (oratorium)
- G 538 – Il Giuseppe riconosciuto (oratorium)
- G 539 – Villancicos al nacimiento de nuestro Señor Jesu Christo
- G 540 – La Clementina, zarzuela i 2 akter
- G 541 – "Senti, ferma, che fai", scen från Ines de Castro
- G 542 – Aria för operan L'Almeria (försvunnen)
- G 543 – La Confederazione dei Sabini con Roma – Prima giornata, kantat
- G 544 – "Si veramento io dessio", Aria accademica nr 1 i Ess-dur
- G 545 – "Se non ti moro", Aria accademica nr 2 i B♭-dur
- G 546 – "Deh respirar lasciartemi", Aria accademica nr 3 i G-dur
- G 547 – "Caro, son tua così", Aria accademica nr 4 i A-dur
- G 548 – "Ah no son io", Aria accademica nr 5 i d-moll
- G 549 – "Care luci", Aria accademica nr 6 i D-dur
- G 550 – "Infelice in van", Aria accademica nr 7 i Ess-dur
- G 551 – "Numi, se giusti siete", Aria accademica nr 8 i G-dur
- G 552 – "Caro padre", Aria accademica nr 9 i C-dur
- G 553 – "Ah che nel dirti", Aria accademica nr 10 i F-dur
- G 554 – "Di giudice severo", Aria accademica nr 11 i A-dur
- G 555 – "Tu di saper procura", Aria accademica nr 12 i B♭-dur
- G 556 – "Mi dona, mi rende", Aria accademica nr 13 i E-dur
- G 557 – "Se d'un amor tiranno", Aria accademica nr 14 i B♭-dur
- G 558 – "Tornate sereni", Aria accademica nr 15 i Ess-dur
- G 559 – "La destra ti chiedo mio dolce", Duetto accademico nr 1 i Ess-dur
- G 560 – "In 'sto giorno d'allegro", Duetto accademico nr 2 i F-dur (troligen ej autentisk)
- G 561 – "Ah, che nel dirti addio", Duetto accademico nr 3 i Ess-dur (troligen ej autentisk)
- G 562 – Cellosonat i g-moll (äktheten ifrågasatt)
- G 563 – Cellosonat i G-dur
- G 564 – Cellosonat i D-dur
- G 565 – Cellosonat i B♭-dur
- G 565b – Cellosonat i B♭-dur (äktheten ifrågasatt)
- G 566 – Cellosonat i Ess-dur
- G 567 – Cellosonat i Ess-dur (äktheten ifrågasatt)
- G 568 – Cellosonat i Ess-dur
- G 569 – Cellosonat i C-dur
- G 570 – Violinsonat i Ess-dur
- G 571 – Sonat för 2 celli i D-dur (äktheten ifrågasatt)
- G 572 – Sonat för 2 celli i D-dur (äktheten ifrågasatt)
- G 573 – Cellokonsert nr 11 i C-dur
- G 574 – Violinkonsert i F-dur (fragment, äktheten ifrågasatt)
- G 575 – Flöjtkonsert i D-dur (äktheten ifrågasatt men troligen autentisk)
- G 576 – Symfoni i G-dur (troligen ej autentisk)
- G 577 – Trio för två violiner och violoncell i G-dur (äktheten ifrågasatt)
- G 578 – Trio för två violiner och violoncell i G-dur (äktheten ifrågasatt)
- G 579 – Cellosonat i F-dur
- G 580 – Cellosonat i D-dur (äktheten ifrågasatt)
- G deest – Cellokonsert nr 12 i Ess-dur
- G deest – Cellosonat i A-dur ("L'imperatrice")
- G deest – Cellosonat i a-moll
- G deest – Cellosonat i c-moll
- G deest – Cellosonat i c-moll
- G deest – Cellosonat i D-dur
- G deest – Cellosonat i Ess-dur
- G deest – Cellosonat i f-moll (äktheten ifrågasatt)
- G deest – Cellosonat i G-dur
- G deest – Cellosonat i A-dur
- G deest – Laudate pueri
- G deest – Två sextetter för stråkar och två horn (äktheten ifrågasatt)
- G deest – Kvartett hör horn och stråkar i Ess-dur (äktheten ifrågasatt)
- G deest – "Dorval e Virginia", opera i 2 akter (försvunnen)
- G deest – "Parto ma tu", konsertaria (äktheten ifrågasatt)